# Старо (Кировская область)
 Старо  — деревня в Подосиновском районе Кировской области. Входит в состав Демьяновского городского поселения. 

## География
Расположена на правом берегу реки Юг на расстоянии примерно 6 км на север по прямой от центра поселения поселка Демьяново.

## История
Известна с 1748 года как деревня Старая с населением 15 душ мужского пола, в 1859 году (Старое) с 12 дворами и 84 жителями, в 1926 29 домохозяйств и 161 житель, в 1950 26 и 90, в 1989 24 жителя. Настоящее название утвердилось с 1978 года. 

## Население
Постоянное население составляло 8 человек (русские 100%) в 2002 году, 7 в 2010.